# Varga Pál (gépészmérnök)
Varga Pál (Nagykanizsa, 1854. július 3. – Budapest, 1939. július 25.) gépészmérnök, királyi tanácsos, MÁV műszaki főtanácsos. 

## Élete
Varga János és Eberhardt Anna fiaként született. Apja Nagykanizsán a báró Inkey uradalom főszámvevője volt. Iskoláit szülőhelyén kezdte, majd az ágostaiak budapesti gimnáziumába és onnét a főreáliskolába lépett; végezte a Királyi József Műegyetemet is, ahol 1876-ban szerzett gépészmérnöki diplomát. Közben tanulók magánoktatásával és a szünidők alatt gyári munkával, rajzolással foglalkozott. Az egyetemes életben tevékeny részt vett és tanulmányai befejeztével egy ideig a Magyar Államvasutak budapesti főműhelyében dolgozott mint géplakatos mérnök-gyakornoki címmel, s 1876 decemberében került az akkori császári és királyi szabadalmazott osztrák állam-vasúttársulat bécsi igazgatóságához műszaki díjnoknak, ahonnét mint segédmérnök került 1880-ban ismét Budapestre és a vasút államosításával 1891-ben újra a Magyar Államvasutak kötelékébe lépett.
Különféle minőségben szolgálta a vasúti gépészet ügyét és műszaki teendői mellett a vasúti műhelyi szolgálat megmagyarosításában vett tevékeny részt. A magyar mérnök- és építész-egyesület gépészeti és gyáripari szakosztályának is több minőségben volt tevékeny tagja és több ízben tartott aktuális kérdésekről előadást. Tapasztalatainak bővítése céljából időnkint utazásokat tett Ausztriában, Németországban, Belgiumban és Franciaországban, Svájcban stb. 1883-ban a vasúti és hajózási gépészet terén elsőrangú amszterdami – majd 1889-ben hivatalos kiküldetésben a párizsi világkiállítást s ezzel kapcsolatban a belga és francia vasúti műhelyeket tanulmányozta. 1892-ben, főnökhelyettesi minőségben a MÁV Északi főműhelyébe helyezték át. Erre a szolgálati idejére estek a MÁV nyugbér-pénztárának felállítására s ottani munkáslakótelepének kiépítésére irányított kezdeményező lépései. 1896-ban a nyugati pályaudvari főműhelynek volt a főnöke.
1900-ban a párizsi világkiállításon egy ideig a MÁV-ot képviselte, de tanoncműhelyének gyűjteményével s saját szerkesztésű Katona–Varga-féle vasúti kocsi-csapágyaival, mint kiállító is szerepelt rajta, s aranyérmet és elismerő oklevelet szerzett. A nyugati pályaudvari műhelynek áttelepítését az 1905-ben elkészült új Istvántelki Főműhelybe ő bonyolította le. Itt nevezték ki főfelügyelővé. Itteni tevékenységének idejére esik a nagy lakótelep és a munkásság kulturális és sportszerű életének gondozására hivatott intézményeknek, nagy szociális érzésétől sugallt megszervezése. 1910-ben a MÁV igazgatóságának gépészeti főosztályába helyezték át s ott több műhelybővítési tervének – egyebek között a dunakeszi nagy kocsijavítóműhely tervének – eredeti elgondolásai szerinti elkészítésében vett részt. 1911-ben német, dán, holland, belga és francia nevesebb műhelyek tanulmányozásában társas kiküldetésben vett részt és 1913-ban Londonban is megfordult.
1914-ben, 60 éves korában, a királyi tanácsosi címmel kitüntetve ment nyugdíjba, az első világháború alatt azonban még négy és fél évet töltött az országos szénbizottság és szénkormánybiztosság szolgálatában. A Magyar Mérnök- és Építész-Egyletnek 58 éven át volt tagja és fiatalabb éveiben, mint szakosztályi jegyző és a működő bizottság tagja tevékeny részt vett a gépészeti szakosztály életében. Többek között ő ismertette szabadelőadásban azt a Franciaországból átültetett mozdonytípust, amellyel először értek el magyar vonalon 100 km-nél nagyobb óránkénti sebességet. Arany emléklappal a Magyar Mérnök- és Építész-Egylet 1937. évi közgyűlése tüntette ki.
1939. július 27-én lefolyt temetésén a kiterjedt rokonság mellett tisztelőinek – köztük a MÁV munkásszemélyzetének – nagy serege vett részt. A MÁV részéről Csordás Rezső műszaki főtanácsos, az Istvántelki Főműhely akkori főnöke búcsúztatta.
Felesége Letzl Mária volt.
Cikkei a szaklapokban jelentek meg. A Pallas Nagy Lexikonában a vasúti gépészet cikkeit írta.